# Robert Majewski (muzyk)
Robert Majewski (ur. 18 listopada 1963 w Warszawie) – polski trębacz jazzowy, kompozytor i aranżer.

## Życiorys
Pochodzi z rodziny o muzycznych tradycjach. Jego ojciec, Henryk Majewski, był również jazzowym trębaczem, a brat Wojciech jest pianistą. W 1987 r. ukończył studia muzyczne na Akademii Muzycznej w Warszawie. W latach 1986–1990 był solistą Big Bandu "Studio S 1" Polskiego Radia pod dyrekcją Andrzeja Trzaskowskiego.
Laureat wielu nagród, m.in.: I nagroda zespołowa (wspólnie z zespołem New Presentation) i I nagroda indywidualna w konkursie Jazz Juniors w Krakowie (1983), I nagroda zespołowa (z tym samym zespołem) w konkursie w Leverkusen (1985), laureat państwowej Nagrody Artystycznejcznej Młodych im. Stanisława Wyspiańskiego (1985), finalista Światowego Konkursu Trębaczy im. Louisa Armstronga w Waszyngtonie (1990), tytuł "Muzyka Roku 1990" przyznany przez redakcję III Programu Polskiego Radia oraz I nagroda zespołowa (wspólnie z zespołem In Spector), I nagroda indywidualna oraz tytuł "Europejskiego Jazzowego Artysty 1992" w Leverkusen (1992).
W 1991 r. otrzymał stypendium im. Krzysztofa Komedy oraz wystąpił w filmie Andrzeja Jakimowskiego Pogłos, który w tym samym roku otrzymał nagrodę na festiwalu "Jazz Film Saloon 1991" w Warszawie.

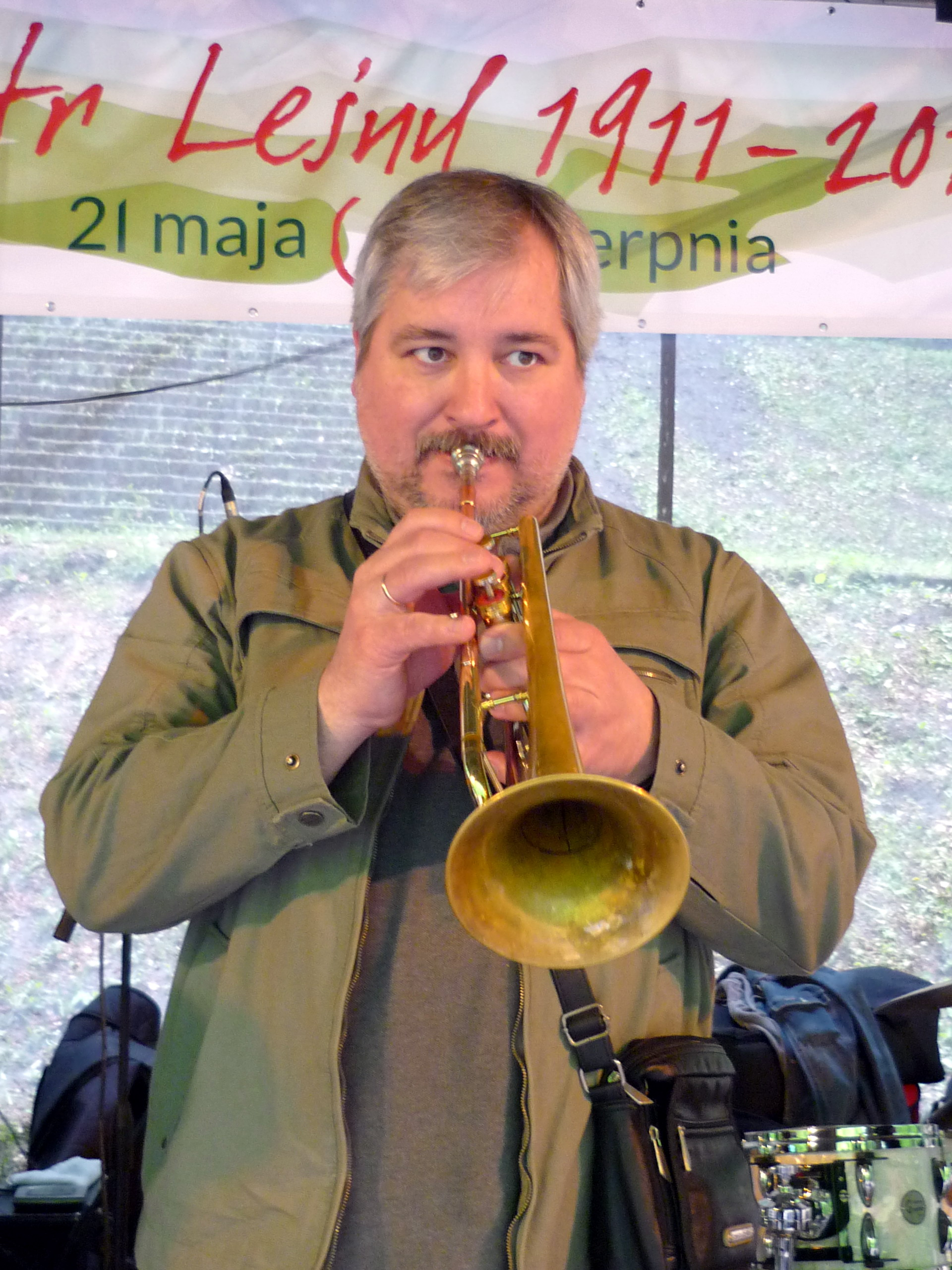
Robert Majewski, Gdańsk 2011

Wielokrotnie uczestniczył w festiwalach organizowanych w Polsce i na świecie, współpracując z wieloma muzykami światowego formatu, m.in. z N.H.O.Pedersenem, Clarkiem Terrym, Nicolasem Paytonem, Royem Hargrove’em, Palle Danielssonem, Garrym Bartzem, Mino Cinelu, Peterem Herbolzhaimerem, Django Batesem, Nilsem Landgrenem, Bobo Stensonem, Joeyem Baronem, Billym Hartem oraz Janem Ptaszynem Wróblewskim, Zbigniewem Namysłowskim, Wojciechem Karolakiem, Henrykiem Miśkiewiczem, Włodzimierzem Nahornym, Andrzejem Jagodzińskim, Wojciechem Niedzielą, Jackiem Niedzielą, Grzegorzem Nagórskim i Piotrem Baronem, jak również wokalistami Ewą Bem, Hanną Banaszak, Urszulą Dudziak, Agą Zaryan, Katarzyną Groniec, Anną Marią Jopek, Edytą Bartosiewicz, Kasią Kowalską, Grzegorzem Turnauem, Markiem Grechutą, Kubą Badachem, Grzegorzem Ciechowskim i Michałem Bajorem. Do 2005 r. wspólnie ze swoim ojcem występował w zespole jazzu tradycyjnego Old Timers, a po jego śmierci przejął rolę lidera.
Tworzył również muzykę teatralną i filmową, współpracując m.in. ze Zbigniewem Preisnerem, Krzesimirem Dębskim i Jerzym Satanowskim. Uczestniczył w wielu sesjach nagraniowych artystów, z którymi współpracował. Na swoim koncie ma również płyty autorskie.
Zajmuje się działalnością pedagogiczną, m.in. na Wydziale Jazzu w ZPSM 2. stopnia im. Fryderyka Chopina w Warszawie oraz Instytucie Jazzu w PWSZ w Nysie. Corocznie wykłada również na warsztatach muzycznych, m.in. w Chodzieży, Puławach, Nysie i Lesznie. W 2006 r. w uznaniu osiągnięć w propagowaniu polskiego jazzu otrzymał Odznakę Honorową Polskiego Stowarzyszenia Jazzowego.

## Dyskografia
- Robert Majewski plays Komeda (1996)
- Coś dla ludzi (1998)
- Grechuta (2001)
- Zamyślenie (2003)
- Opowieść (2009)
- Chopin Symphony Jazz Project (2010)
- My One And Only Love (2011)